# Spießhorn
De Spießhorn is een berg in de deelstaat Baden-Württemberg, Duitsland. De berg heeft een hoogte van 1.348 meter en is gelegen in het Zwarte Woud.